# Dálný východ

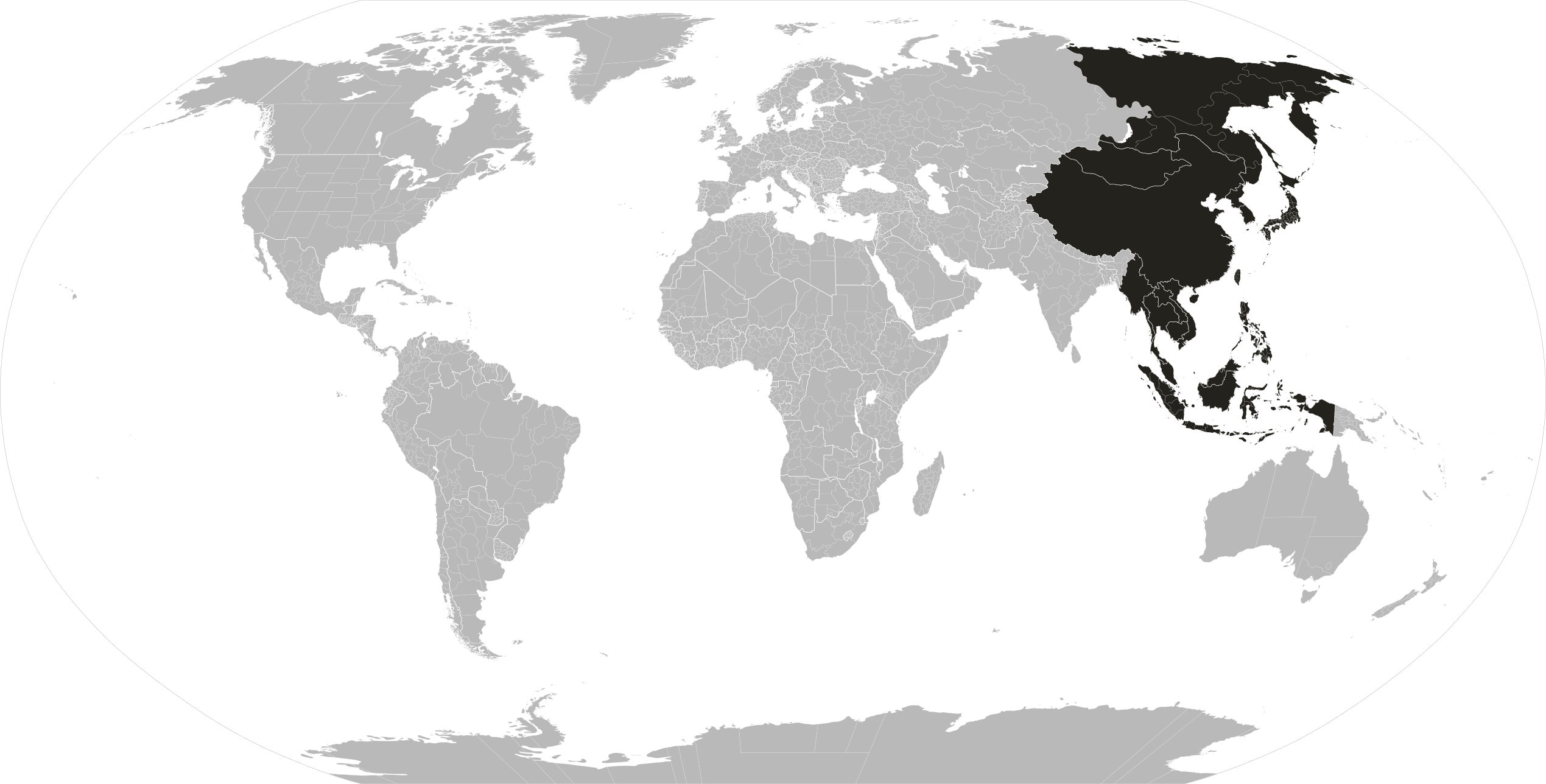
Přibližný rozsah

Dálný východ je nepříliš přesně vymezený pojem, který se používá k označení Východní, Severní a jihovýchodní Asie, obvykle včetně ruského Dálného východu neboli území v západní oblasti Tichého oceánu. Jižní Asie je někdy v definici termínu také zahrnována.
V moderní době je tendence termín Dálný východ nahrazovat termínem Asijsko-pacifický region, zatímco termíny Střední východ a Blízký východ, ačkoli se nyní vztahují k různým územím, se dnes běžně používají.
Evropocentrický pojem „Dálný východ“ označuje oblast vzdáleného „Východu“ čili Orientu jako protiklad Předního východu čili Blízkého východu zahrnující oblasti kolem východního Středomoří, se kterými Evropané přicházeli do bezprostřednějšího kontaktu.

## Charakteristika
Pojem „Dálný východ“ se někdy používá jako synonymum pro východní Asii, která může být definována buď geograficky, nebo kulturně. Sem patří Čína (bez Tibetu a Xinjiangu), Japonsko, Korea, Tchaj-wan, a Vietnam. Často se v této souvislosti myslí i státy a kultury jihovýchodní Asie, jako je Kambodža, Malajsie, Myanmar a Thajsko. Někdy se zahrnují i státy a národy západního Pacifiku, Indonésie a Filipíny. Nikdy se však nezahrnuje Austrálie a Nový Zéland.

## Rozšíření pojmu
Pojem se rozšířil v době druhého britského impéria a označoval všechny země na východ od Britské Indie. Před první světovou válkou pojem Blízký východ označoval poměrně blízké země Osmanské říše, Střední východ označoval jižní a střední Asii, Dálný východ označoval země podél Tichého oceánu.
Použití těchto výrazů vyvolává dojem kulturní a geografické odlišnosti. Proto se „Dálný východ“ nevztahuje na Austrálii nebo Nový Zéland, které jsou kulturně součástí západní společnosti, přestože leží z evropského pohledu ještě „dále na východ“ (východněji) než sama východní Asie.